# دوري لاوس لكرة القدم 1996
دوري لاوس لكرة القدم 1996 هو موسم من دوري لاوس لكرة القدم. فاز فيه Lao Army F.C. ‏.